# Jo Dong-hyuk
Jo Dong-hyuk (hangul: 조동혁, hanja: 趙東赫, RR: Jo Dong-hyeok), es un actor surcoreano. 

## Biografía
Estudió en la Universidad Myongji University (en inglés: "Myongji University").
Es amigo del actor surcoreano Park Joon-hyung.
En el 2017 reveló que estaba saliendo con la jugadora de voleibol profesional Han Song-yi.

## Carrera
Es miembro de la agencia Curo Holdings Management. Previamente formó parte de la agencia Jina Entertainment y de Namoo Actors del 2004 al 2014.
Ha aparecido en sesiones fotográficas para "Elle Korea", "Allure", "InStyle", "The Celebrity", entre otros...
En 2005 apareció en la serie Young-jae's Golden Days donde dio vida al contratista Park Chan-ha.
En enero del 2007 se unió al elenco de la serie The Person I Love donde interpretó a Lee Sang-min, el director y dueño de una compañía de películas y medio hermano de Lee Jung-min (Hwang Jung-eum).
En junio del 2007 se unió al elenco principal de la serie Snow in August donde dio vida a Han Dong-woo.
En septiembre del mismo año se unió al elenco principal de la serie Likeable or Not (también conocida como "I Hate You, But It's Fine") donde interpretó a Na Seon-jae, el hermano mayor de Na Dan-poong (Han Ji-hye), hasta el final de la serie en mayo del 2008.
En diciembre del 2010 se unió al elenco principal de la serie Yaksha donde interpretó a Lee Baek-rok, un guerrero y leal al rey, que luego de ser traicionado por su ambicioso hermano, decide buscar venganza, hasta el final de la serie en febrero del 2011.
El 14 de noviembre de 2011 se unió al elenco principal de la serie Brain donde dio vida al doctor Seo Joon-suk, hasta el final de la serie el 17 de enero de 2012.
En mayo del 2012 se unió al elenco principal de la serie Moon and Stars for You (también conocida como "'ll Give You the Stars and the Moon")  donde interpretó al cirujano Seo Jin-woo, un hombre que luego de cometer un error grave durante una operación debido a un trauma en su juventud, ahora tiene fobia a las cirugías, hasta el final de la serie en noviembre del mismo año.
En enero del 2014 se unió al elenco secundario Inspiring Generation (también conocida como "Generation of Youth") donde interpretó a Shin Yi Chi.
En octubre del mismo año se unió al elenco principal de la serie Bad Guys, donde interpretó al criminal Jung Tae-soo, hasta el final de la serie en diciembre del mismo año.
El 10 de enero de 2015 se unió al programa Off to School donde participó junto a Sung Dong-il, Yoon Do-hyun, Nam Joo-hyuk, Kang-nam, Jeong Jun-ha y Jang Ki-yong, hasta el 24 de enero del mismo año.
El 19 de octubre del mismo año se unió al elenco de la serie Investigator Alice, donde dio vida al investigador Jung Re Oh (Leo), hasta el final de la serie el 30 de octubre del mismo año.
Ese mismo año participó en la decimoséptima temporada del programa Law of the Jungle with Friends donde participó junto a Kim Byung-man, Ryu Dam, Yoon Se-ah, Son Ho-jun, Baro y Sam Hammington.
El 23 de febrero de 2016 se unió al elenco del programa Cool Kiz on the Block donde participó durante el deporte de Tenis de mesa junto a Oh Man-seok, Lee Jong-beom, Son Dong-woon, Kang Kyun-Sung, Jo Dal-hwan, Yoo Jae-hwan y Bomi, hasta el 1 de marzo del mismo año. Poco después el 8 de marzo de 2016 participó en el deporte de Voleibol junto a Kang Ho-dong, Oh Man-seok, Jota, Kangnam, Yang Hak-jin, Lee Jae-yoon, Ryohei Otani, Kim Se-jin, Sleepy y Gu Gyo-ik, hasta el 5 de julio del mismo año.
Ese mismo año apareció como invitado en el octavo episodio de la serie The K2 donde interpretó al Capitán del grupo de la JSS Special Ops.
El 5 de julio del 2019 se unió al elenco principal de la serie Love Affairs in the Afternoon donde dio vida al talentoso y sensible artista Do Ha-yoon, hasta el final de la serie el 24 de agosto del mismo año. La serie es el remake de la serie japonesa "Hirugao: Love Affairs in the Afternoon".
En marzo del 2020 se unió al elenco de la serie Rugal donde interpretó a Han Tae-woong, el calmado y reservado líder de la organización "Rugal", hasta el final de la serie el 17 de mayo del mismo año.

## Filmografía

### Series de televisión
| Año     | Título                          | Personaje                     | Notas              | Ref.   |
| ------- | ------------------------------- | ----------------------------- | ------------------ | ------ |
| 2004    | Miss Kim's Million Dollar Quest | -                             | -                  |        |
| 2005-06 | Young-jae's Golden Days         | Park Chan-ha                  | 15 episodios       |        |
| 2006    | Mr. Goodbye                     | Kyle                          | -                  |        |
| 2007    | The Person I Love               | Lee Sang-min                  | -                  |        |
| 2007    | Snow in August                  | Han Dong-woo                  | 20 episodios       |        |
| 2007    | Winter Bird                     | Han Ji-hong                   | -                  |        |
| 2007-08 | Likeable or Not                 | Na Seon-jae                   | 172 episodios      |        |
| 2010-11 | Yaksha                          | Lee Baek-rok                  | 12 episodios       |        |
| 2011-12 | Brain                           | Dr. Seo Joon-suk              | 20 episodios       |        |
| 2012    | Moon and Stars for You          | Dr. Seo Jin-woo               | 129 episodios      |        |
| 2013    | Seoyoung, My Daughter           | Kim Sung-tae                  | -                  |        |
| 2014    | Inspiring Generation            | Shin Yi Chi                   | -                  |        |
| 2014    | Bad Guys                        | Jung Tae-soo                  | 11 episodios       |        |
| 2015    | Late Night Restaurant           | Yong-ryong                    | Ep. 9              |        |
| 2015    | Cheo Yong                       | -                             | -                  |        |
| 2015-16 | Investigator Alice              | Jung Re-oh (Leo)              | 8 episodios        |        |
| 2016    | Rude Miss Young-Ae 15           | -                             | -                  |        |
| 2016    | The K2                          | Capitán de la JSS Special Ops | Ep. 8              |        |
| 2019    | Love Affairs in the Afternoon   | Do Ha-yoon                    | 16 episodios       |        |
| 2020    | Rugal                           | Han Tae-woong                 | 16 episodios       |        |
| 2024    | The Midnight Studio             |                               | Aparición especial | [ 11 ] |

### Películas
| Año  | Título                       | Personaje   | Notas                                                                                    |
| ---- | ---------------------------- | ----------- | ---------------------------------------------------------------------------------------- |
| 2002 | Make It Big                  | -           | junto a Song Seung-heon, Im Jung-eun, Lee Moon-sik y Kim Joong-ki                        |
| 2004 | Hypnotized                   | "Blue Hair" | junto a Kim Hye-soo, Kim Tae-woo, Yoon Chan, Kim Nam-hee, Kim Young-ae y Han Jung-soo    |
| 2005 | The Intimate                 | -           | -                                                                                        |
| 2006 | Love House                   | -           | -                                                                                        |
| 2009 | Searching for the Elephant   | Min-seok    | junto a Jang Hyuk, Lee Sang-woo, Lee Min-jung, Hwang Woo-seul-hye y Park Soo-jin         |
| 2010 | Camellia                     | Jung Woo    | segmento "Kamome" - junto a Sul Kyung-gu, Yoshitaka Yuriko y Hong Soo-hyun               |
| 2015 | Love At The End of The World | Dong Ha     | junto a Han Eun-jung, Gong Ye-ji, Lee Hee-jin y Kim Sung-bum                             |
| 2016 | Dad is Back                  | Dong Goo    | junto a Jo Won-bin, Hong Ah-reum, Lee Yong-nyu, Lee Seol-goo, Ji Nam-hyuk y Sung Gi-yoon |

### Programas de televisión
| Año         | Programa                                           | Notas                                                |
| ----------- | -------------------------------------------------- | ---------------------------------------------------- |
| 2008        | Kko Kko Tours Single♥Single                        | -                                                    |
| 2009        | Let's Go Dream Team! Season 2                      | -                                                    |
| 2010        | Invincible Saturday                                | -                                                    |
| 2010        | My Partner                                         | -                                                    |
| 2013        | Adrenaline Season 2                                | -                                                    |
| 2013        | Saturday Night Live Korea                          | ep. #21 - presentador                                |
| 2013 - 2014 | Beating Hearts                                     | -                                                    |
| 2015        | Radio Star                                         | ep. 414 - invitado                                   |
| 2015        | Off to School                                      | 3 episodios - (Ep. #27 - 29) - invitado              |
| 2015        | Law of the Jungle with Friends                     | 3 episodios - (Ep. # 150 - 152) - miembro            |
| 2015        | Real Men                                           | temporada "Main Edition"                             |
| 2015 - 2016 | Treasure Island Political Science and Law in Samoa | -                                                    |
| 2016        | Cool Kiz on the Block                              | 24 episodios - (Ep. #144 - 157, 159 - 163) - miembro |

### Teatro
| Año  | Obra          | Personaje | Notas |
| ---- | ------------- | --------- | ----- |
| 2010 | Fool for Love | -         | -     |

### Videos musicales
| Año  | Grupo / Cantante | Canción          | Notas                        |
| ---- | ---------------- | ---------------- | ---------------------------- |
| 2014 | Lee Jung-bong    | "Love Sha La La" | apareció en el video musical |
| 2017 | Dreamcatcher     | "Goodnight"      | apareció en el video musical |
| 2017 | Dreamcatcher     | "Chase Me"       | apareció en el video musical |

### Anuncios
| Año | Título                | Notas                  |
| --- | --------------------- | ---------------------- |
| -   | TBJ JEAN              | apareció en el anuncio |
| -   | Adidas                | apareció en el anuncio |
| -   | Bacchus               | apareció en el anuncio |
| -   | McDonald's            | apareció en el anuncio |
| -   | Dacom Corporation PR  | apareció en el anuncio |
| -   | Kumho Asiana Group PR | apareció en el anuncio |
| -   | Haneulchae            | apareció en el anuncio |

## Premios y nominaciones
| Año  | Categoría                                   | Premio                    | Nominación | Resultado |
| ---- | ------------------------------------------- | ------------------------- | ---------- | --------- |
| -    | SIEG Model Contest: Second Place            | -                         | -          | Ganó      |
| 2007 | Best Newcomer                               | Andre Kim Best Star Award | -          | Ganó      |
| 2012 | Beautiful Brand Federation Popularity Award | Asia Model Festival Award | -          | Ganó      |